# Condado de Madison (Iowa)
O Condado de Madison é um dos 99 condados do estado norte-americano do Iowa. A sede do condado é Winterset, que é também a sua maior cidade. O condado tem uma área de 1456 km² (dos quais 3 km² estão cobertos por água), uma população de 15 679 habitantes, e uma densidade populacional de 10,8 hab/km² (segundo o censo nacional de 2010).
É um dos cinco condados que compõem a área metropolitana de Des Moines. O condado é famoso por ter sido o condado de nascimento de John Wayne e por um grande número de pontes cobertas. Essas pontes serviram de fundo para o livro e filme The Bridges of Madison County.